# Sœur Emmanuelle
Sœur Emmanuelle, née Madeleine Cinquin le 16 novembre 1908 à Bruxelles (Belgique) et morte le 20 octobre 2008 à Callian (Var, France), est une enseignante, religieuse et écrivaine franco-belge souvent surnommée la « petite sœur des chiffonniers » ou « petite sœur des pauvres ».
Elle est connue pour ses œuvres caritatives en Égypte auprès des enfants et des plus démunis, et est considérée comme un symbole de la cause des déshérités dans l'opinion française. Née d'une mère belge et d'un père français, elle possède les deux nationalités. En 1991, le président Moubarak lui accorde la nationalité égyptienne en remerciement de son action au Caire.
Lorsqu'elle entre chez les religieuses de la congrégation de Notre-Dame de Sion, elle prend le nom de sœur Emmanuelle mais se fait appeler mère Emmanuelle par ses élèves. C'est sous ce nom qu'elle se fait connaître des médias et devient très populaire après de l'opinion publique, apparaissant régulièrement en tête des classements des personnalités préférées des Français.

## Biographie

### Jeunesse
Madeleine Cinquin naît le 16 novembre 1908 à Bruxelles d'un père français, Jules Cinquin, originaire de Calais, et d'une mère belge, Berthe Lenssens, bruxelloise. Elle a des origines juives alsaciennes par sa grand-mère paternelle, Laure Mélanie Cinquin-Dreyfus (1851-1920), née d’un père juif, Emmanuel Dreyfus (1820-1901), et d'une mère chrétienne, Clémence Dreyfus-Tartar (1823-1857).
Elle grandit dans une famille aisée de trois enfants ayant fait fortune dans la lingerie fine et partage ses jeunes années entre Paris, Londres et Bruxelles. En 1914, alors qu'elle n'a que six ans, elle est fortement marquée par le décès accidentel de son père, noyé sous ses yeux à Ostende le 6 septembre. Elle était sur la plage et le vit nager au loin puis disparaître dans la mer houleuse. Cette expérience la traumatise profondément et la rapproche de Dieu. Elle déclare que, dans son inconscient, sa vocation de religieuse date de cet accident.
Quelques années plus tard, Madeleine Cinquin souhaite aller à l'université catholique de Louvain mais sa mère s'y oppose car elle estime qu'elle y serait trop oisive. Elle remarque alors que sa fille se tourne vers la religion et tente de l'en détourner en lui faisant rencontrer la supérieure du couvent de Notre-Dame de Sion à Londres. Ceci ne fait que renforcer ses convictions et accentue la quête de toute sa vie, l'aide à l'enfance malheureuse. Après avoir voulu initialement rejoindre les Filles de la Charité, Madeleine entre finalement comme postulante à la congrégation de Notre-Dame de Sion le 6 mai 1929. Après des études de sciences philosophiques et religieuses, elle prononce ses vœux de religieuse le 10 mai 1931 et choisit le nom de sœur Emmanuelle, qui signifie « Dieu avec nous » en hébreu.

### Enseignement
La carrière d'enseignante de sœur Emmanuelle commence tout d'abord à Istanbul en Turquie, dans une école pour jeunes filles d'un quartier pauvre de la ville. Sœur Emmanuelle attrape alors la fièvre typhoïde et toutes les autres sœurs lui proposent leur sang afin de l'aider à combattre la maladie. Une fois rétablie, en guise de remerciement, sœur Emmanuelle donne une conférence sur la vie de Soliman le Magnifique et impressionne la directrice du collège, Mère Elvira, qui décide alors de l'affecter à son établissement. Bien que celle-ci se soit engagée à envoyer sœur Emmanuelle au service des pauvres, elle la convainc qu'elle sera plus efficace si elle enseigne à des jeunes filles aisées, appelées à exercer un rôle influent sur la vie turque. Elle enseigne alors les lettres au Lycée Notre-Dame de Sion. Après la mort de sa supérieure, sœur Emmanuelle ne s'entend pas avec sa remplaçante et elle est envoyée à Tunis.
De 1954 à 1959, elle enseigne en Tunisie pendant cinq ans où elle s'occupe de filles de Français installés dans le pays mais ce nouveau poste ne lui convient pas. En pleine décolonisation du pays, les filles dont elle a la charge lui semblent superficielles et l'environnement général la fait doucement sombrer dans une dépression. Ce n'est qu'au bout de trois ans que les responsables de Sion se rendent compte de son état et se décident à la déplacer.
Après avoir décroché sa licence ès lettres à la Sorbonne à Paris, sœur Emmanuelle est de nouveau affectée à Istanbul en 1959 pour une courte durée.
De 1964 à 1971, elle est envoyée en Égypte pour enseigner au collège de Sion à Alexandrie. Cette expérience s'avère de nouveau négative pour elle car les élèves dont elle est responsable sont peu ouverts sur la pauvreté. Elle décide donc d'arrêter d'enseigner la philosophie et s'occupe à la place des filles du quartier défavorisé de Bacos. C'est durant cet épisode qu'elle tombe amoureuse de l'Égypte.

### Engagement auprès des chiffonniers du Caire
En 1971, à l'âge de la retraite, elle décide de partir, à l'instar du père Damien qu'elle vénère, s'occuper des lépreux au Caire mais doit renoncer face à des complications administratives car le lazaret se trouve en zone militarisée. Elle décide alors de partager la vie des plus démunis et, avec l'autorisation de sa congrégation, part s'installer à Ezbet-El-Nakhl, un des bidonvilles les plus pauvres du Caire en Égypte, au sein de la communauté majoritairement copte chrétienne des zabbalines, chargée de la récupération des déchets. En collaborant avec plusieurs églises locales, elle parvient à établir une communauté et lance de nombreux projets de santé, d'éducation et de protection sociale visant à améliorer les conditions de vie.
En 1976, elle rencontre Sarah Ayoub Ghattas (sœur Sarah), alors supérieure de la congrégation copte-orthodoxe des Filles de Marie de Béni-Souef. Francophone et issue d'une famille de la bourgeoisie, elle obtient l'autorisation de l'évêque Athanasios, fondateur de la congrégation, pour rejoindre sœur Emmanuelle à Ezbet-Al-Nakhl dont elle partage la cabane. En 1977, sœur Emmanuelle publie son premier livre Chiffonnière avec les chiffonniers dans lequel elle raconte son combat. En compagnie de sœur Sarah, elle part en 1978 aux États-Unis afin de récolter des fonds. À leur retour, avec l'argent amassé, elles peuvent investir et en 1980, le Centre Salam est inauguré par l'épouse du président Sadate et propose des dispensaires, des écoles, des jardins d'enfants, des centres de formation et un club social.
En 1982, après avoir confié la gestion d'Ezbet-Al-Nakhl à des jeunes religieuses de l'ordre des filles de Sainte-Marie, elle s'occupe des chiffonniers de Mokattam représentant, avec plus de 23 000 personnes vivant au milieu des détritus, la plus grande communauté de zabbalines du Caire. En 1984, sœur Emmanuelle vient en aide à cinq familles pauvres et leur permet à chacune de se construire un abri, séparé du lieu où sont triés les déchets. Elle fera plus tard construire ce même type d'abris à plus grande échelle afin d'accueillir le plus de monde possible. Elle continue à utiliser son charisme afin de récolter des dons et mobiliser les pouvoirs. Elle permet de raccorder le bidonville à l'eau et l'électricité et poursuit la construction de nombreuses habitations et d'une usine de compost. En 1985, elle s'installe dans le bidonville de Meadi Tora puis se rend à Khartoum (Soudan) la même année pour créer des foyers, écoles, fermes et dispensaires.
En 1991, à l'occasion de la célébration des « noces de diamant » de sa vie religieuse, le président Moubarak lui remet la nationalité égyptienne en reconnaissance de son œuvre en Égypte. En 1993, à la demande de sa congrégation, sœur Emmanuelle quitte définitivement l'Égypte et rejoint sa communauté en France. Sœur Sarah dirige alors l'entreprise caritative et continue seule le développement du bidonville de Mokattam. Depuis, un lycée pour filles a été créé grâce à l'Opération Orange et des écoles techniques ont été ouvertes pour les garçons. Un hôpital a même été construit grâce au prince Albert de Monaco. En 22 années de présence, l'œuvre de sœur Emmanuelle a permis de scolariser 85 % des enfants, de faire diminuer la violence et a donné les moyens aux femmes de se libérer.

### Retraite
À son retour en France, sœur Emmanuelle continue de se battre pour plus de solidarité. Elle écrit des livres, notamment avec sa nièce Sofia Stril-Rever, rencontre des jeunes dans les lycées et les écoles, s'occupe également de l'association « Les Amis de Paola » à Fréjus en aide aux SDF et donne des conférences aux côtés de son association pour sensibiliser le public à l'engagement solidaire.
Parallèlement, sœur Emmanuelle continue à donner « un souffle » à son association. Elle lui transmet ses principes d'actions qui sont chaque jour mis en pratique sur le terrain : « Éduquer un homme, c'est éduquer un individu ; éduquer une femme, c'est éduquer un peuple ».
En 1995, avec Geneviève de Gaulle-Anthonioz, elle est à l'origine de l'orientation de la campagne présidentielle de Jacques Chirac sur le thème de la fracture et de l'exclusion sociale.
Le 1er janvier 2002, sœur Emmanuelle est promue par Jacques Chirac au grade de Commandeur de la Légion d'honneur avant d'être élevée, par Nicolas Sarkozy, le 31 janvier 2008 Grand officier de la Légion d'honneur. En Belgique, elle devint en 2005 grand officier dans l'ordre de la Couronne. Elle joint le comité d'honneur de Philanthropos, institut d'études anthropologiques fondé en 2003 par le père Nicolas Buttet.
Depuis 1993, elle vivait à la Maison de repos des religieuses de Notre-Dame de Sion à Callian dans le département du Var, où elle décède le 20 octobre 2008 à un mois de ses cent ans. Inhumée dans la plus stricte intimité, selon ses propres volontés, le 22 octobre 2008, elle repose au cimetière de Callian. Le même jour se déroula à Paris, en la cathédrale Notre-Dame, une messe de requiem pour lui rendre un hommage collectif. Le lendemain, le 23 octobre 2008 avait lieu à Bruxelles en la cathédrale Saints-Michel-et-Gudule une messe commémorative. Les textes et les chants avaient été choisis par sœur Emmanuelle elle-même quelques mois auparavant pour ce qui aurait dû être normalement une messe à l'occasion de son centenaire. Le roi Albert II des Belges ainsi que son fils cadet, le prince Laurent, et son épouse, la princesse Claire, assistaient à la cérémonie. Les chants y étaient interprétés par une jeune chorale belge (la Schola). Plusieurs membres de cette chorale font partie de l'association belge « Les Amis de Sœur Emmanuelle ».

### SesConfessions d'une religieuse
Les Mémoires de sœur Emmanuelle paraissent dans le livre Confessions d'une religieuse le 23 octobre 2008, rédigés pendant près de vingt ans et publiés après sa mort, selon ses dernières volontés.
Elle y parle sans détour de sa sexualité, de sa découverte de la masturbation et de comment elle a arrêté en devenant religieuse « À partir du moment où j'ai mis les pieds au noviciat, la tentation, restée toujours vivace, ne m'a plus jamais vaincue ».

### Une possibilité de béatification
Aujourd'hui, une éventuelle possibilité de Procès en béatification pourrait être ouverte pour le cas de sœur Emmanuelle.[Quand ?]

### Hommages et postérité
La ville de Paris a dénommé l'allée Sœur-Emmanuelle en sa mémoire, dans le 6e arrondissement. L'allée se situe boulevard Raspail, à proximité de la congrégation Notre-Dame de Sion, entre l'allée Claude-Cahun-Marcel-Moore et le boulevard du Montparnasse.

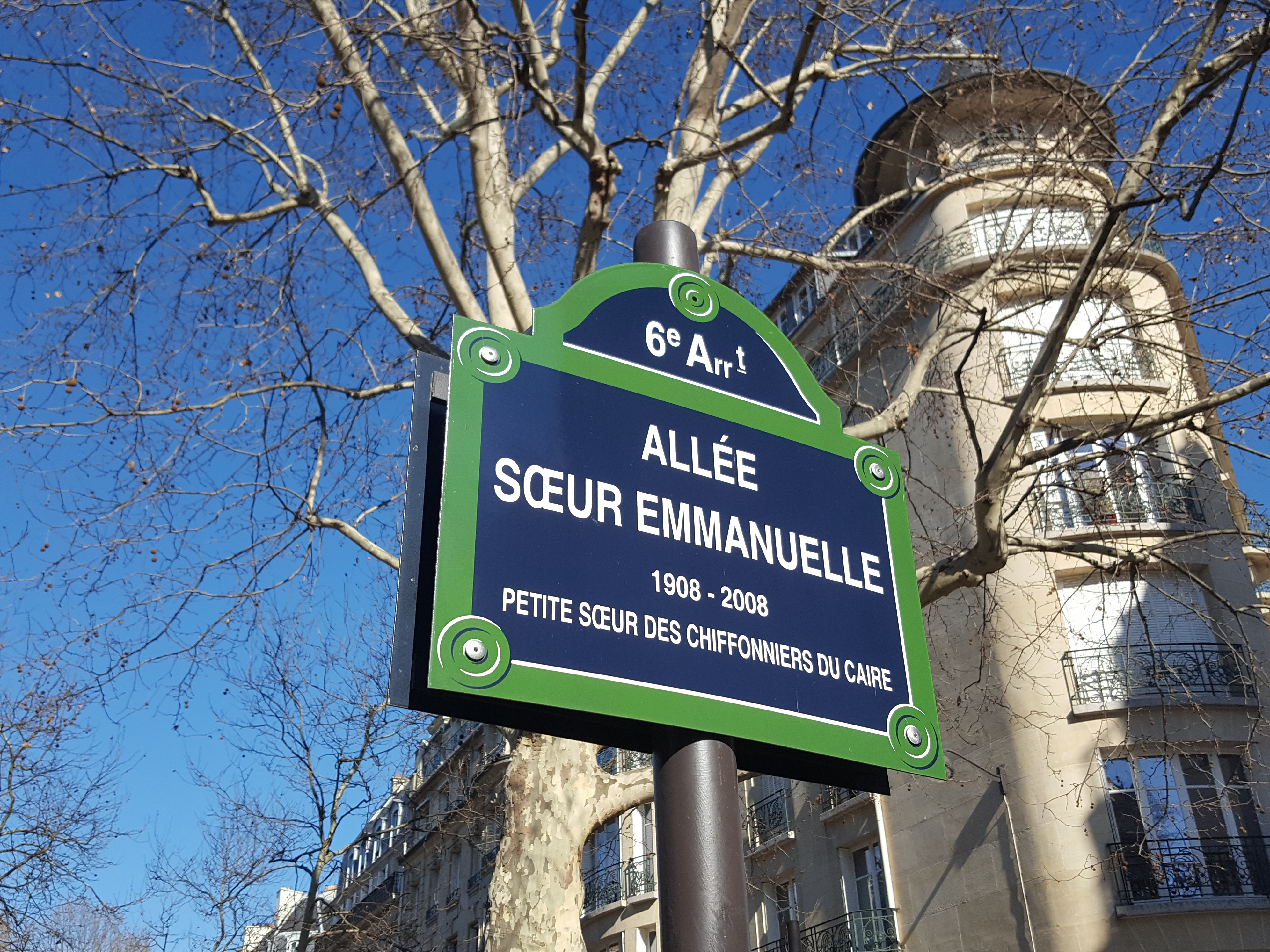
Plaque de rue à Paris.

## Association et fondation
Afin de poursuivre son œuvre à plus grande échelle, Sœur Emmanuelle fonda en 1980 l'association « Les Amis de Sœur Emmanuelle » (devenue ASMAE - association Sœur Emmanuelle) et à l'initiative des Amis de Sœur Emmanuelle Belge (ASBL) fut créée la « Fondation Sœur Emmanuelle ».

### ASMAE - Association Sœur Emmanuelle
Afin de la soutenir dans son œuvre, de développer des actions humanitaires en Égypte et dans d'autres pays comme le Sénégal, le Liban, le Soudan, etc. et d'assurer sa relève, Sœur Emmanuelle fonda deux associations, Les Amis de Sœur Emmanuelle en 1980 en Belgique et ASMAE en 1985 en France.

### Fondation Sœur Emmanuelle
Fondation créée en 1993 à l'initiative des Amis de Sœur Emmanuelle, de l'université catholique de Louvain et de la Katholieke Universiteit Leuven. Un prix est donné tous les deux ans à une œuvre qui va dans le sens de l'action de sœur Emmanuelle en faveur des femmes, des enfants et des plus défavorisés.

## Engagement humanitaire et popularité
Sœur Emmanuelle était une personnalité très aimée de l'opinion publique en raison de son engagement humanitaire, de sa personnalité, de son caractère exubérant et de son franc-parler, souvent en contraste avec le ton employé par l'Église ou la simplicité d'autres religieux comme l'abbé Pierre ou Mère Teresa qui s'étaient eux aussi engagés en faveur de plus pauvres et bénéficiaient d'un fort soutien populaire.
Elle était très médiatisée depuis son passage en 1990 à l'émission La Marche du siècle de Jean-Marie Cavada et s'était construit une image caractéristique avec sa blouse, son fichu, ses baskets et son habitude de tutoyer sans distinction hommes politiques et journalistes.
En 2004, à la suite de sa demande, l'association humanitaire Les Amis des Enfants (A.D.E) est créée afin de venir en aide aux enfants du Soudan. Parmi les nombreux parrains, on compte les acteurs George Clooney et Monica Bellucci.

## Œuvres

### Œuvres écrites par sœur Emmanuelle
- Sœur Emmanuelle (préf. Jean-Marie Cavada), Chiffonnière avec les chiffonniers, Ivry-sur-Seine, Éditions de l'Atelier, 1989 et 2007 (ISBN 978-2-7082-3900-5).
- Sœur Emmanuelle, Une vie avec les pauvres, Paris, Éditions de l'Atelier, 1991 (ISBN 978-2-7082-2897-9).
- Sœur Emmanuelle, Yalla, en avant les jeunes, Paris, LGF - Livre de Poche, 1999 (ISBN 978-2-253-14567-7).
- Sœur Emmanuelle, Les Mots du rosaire, Arles, Actes Sud, 2001 (ISBN 978-2-7427-3442-9).
- Sœur Emmanuelle, Un pauvre a crié, le Seigneur l'écoute, Paray-le-Monial, Emmanuel, 2005 (ISBN 978-2-915313-50-5).
- Sœur Emmanuelle, Vivre, à quoi ça sert ?, Paris, J'ai lu, 2005, 149 p. (ISBN 978-2-290-34366-1).
- Sœur Emmanuelle, Agenda 2009. Une année avec Sœur Emmanuelle, Presses de la Renaissance, 21 août 2008 (ISBN 978-2-7509-0436-4).
- Sœur Emmanuelle, 365 Méditations de Sœur Emmanuelle, Paris, Presses de la Renaissance, 9 octobre 2008 (ISBN 978-2-7509-0435-7).
- Sœur Emmanuelle, Je Te Salue Marie, Bordeaux, Elytis, 15 octobre 2008 (ISBN 978-2-35639-007-3).
- Sœur Emmanuelle, Les Confessions d'une religieuse, Flammarion, 23 octobre 2008 (ISBN 978-2-08-212519-2).

### Œuvres en collaboration avec sœur Emmanuelle
- Sofia Stril-Rever et Matthieu Ricard (préf. Sœur Emmanuelle), Enfants du Tibet : De cœur à cœur avec Jetsun Pema et Sœur Emmanuelle, Desclée de Brouwer, 2000 (ISBN 978-2-220-04810-9).
- Sœur Emmanuelle et Edmond Blattchen, L'Évangile des chiffonniers, Bruxelles, Alice, 2000 (ISBN 978-2-930182-30-8).
- Sœur Emmanuelle et Philippe Asso, Richesse de la pauvreté, Paris, Flammarion, 2001 (ISBN 978-2-08-210054-0).
- Sœur Emmanuelle et Marlène Tuininga, Jésus tel que je le connais, Paris, J'ai lu, 2003 (ISBN 978-2-290-32873-6).
- Sœur Emmanuelle et Philippe Asso, Vivre, à quoi ça sert ?, Paris, Flammarion, 2004 (ISBN 978-2-08-210341-1).
- Sœur Emmanuelle et Marlène Tuininga, Le Paradis, c'est les autres, Paris, J'ai lu, 1995 (ISBN 978-2-290-34315-9).
- Sœur Emmanuelle et Sofia Stril-Rever, La Folie d'Amour. Entretiens avec sœur Emmanuelle, Flammarion, 2005 (ISBN 978-2-08-210528-6).
- Jacques Duquesne, Annabelle Cayrol et Sœur Emmanuelle, J'ai 100 ans et je voudrais vous dire…, Plon, 20 août 2008 (ISBN 978-2-259-20921-2).
- Sofia Stril-Rever, Mon testament spirituel : De Sœur Emmanuelle, Paris, Presses de la Renaissance, 2008 (ISBN 978-2-7509-0489-0).

### Œuvres consacrées à sœur Emmanuelle
- Pierre Lunel (préf. Bernard Kouchner), Sœur Emmanuelle, la biographie, Paris, Anne Carrière, 2006 (ISBN 978-2-84337-364-0).
- Sœur Emmanuelle, Mille et Un bonheurs : Méditations de Sœur Emmanuelle, Paris, Carnets Nord, 2007 (ISBN 978-2-35536-004-6).
- Documentaire Sœur Emmanuelle, le cœur et l'esprit (réalisé par Elisabeth Kapnist) - diffusé sur France 5 en 2007.
- Spectacle de Pierrette Dupoyet intitulé L'Amour plus fort que la mort ou une Fleur chez les chiffonniers (création Festival d'Avignon 1997) - texte paru aux Éditions La Traverse, 1999  (ISSN 1262-3423).
- Fabell chante Sœur Emmanuelle : Ma grande sœur Emmanuelle, in Tout feu, tout femme !, Rouge Orange 2013 (Sacem RO201311/1/1).
- Yalla, chanson écrite et chantée en 2003 par Calogero, en son honneur et en reconnaissance de son action auprès des enfants d'Égypte.

## Distinctions

### Françaises
- Grand officier de la Légion d'honneur en 2008
- Commandeur de la Légion d'honneur en 2002
- Officier de la Légion d'honneur en 1996
- Ordre national du Mérite en 1980
- Médaille d'or de l'Académie de médecine en 1995

### Belges
- Grand officier de l'ordre de la Couronne en 2005
- Officier de l'ordre de Léopold en 1993
- Doctorat honoris causa de l'université catholique de Louvain en 1987
- En décembre 2005, elle est élue au 5e rang « du plus Grand Belge de tous les temps » par le public de la RTBF.

### Égyptienne
- Remise en 1991 de la nationalité égyptienne par le président Moubarak en remerciement de son œuvre.